# دين درفيدي شعبي

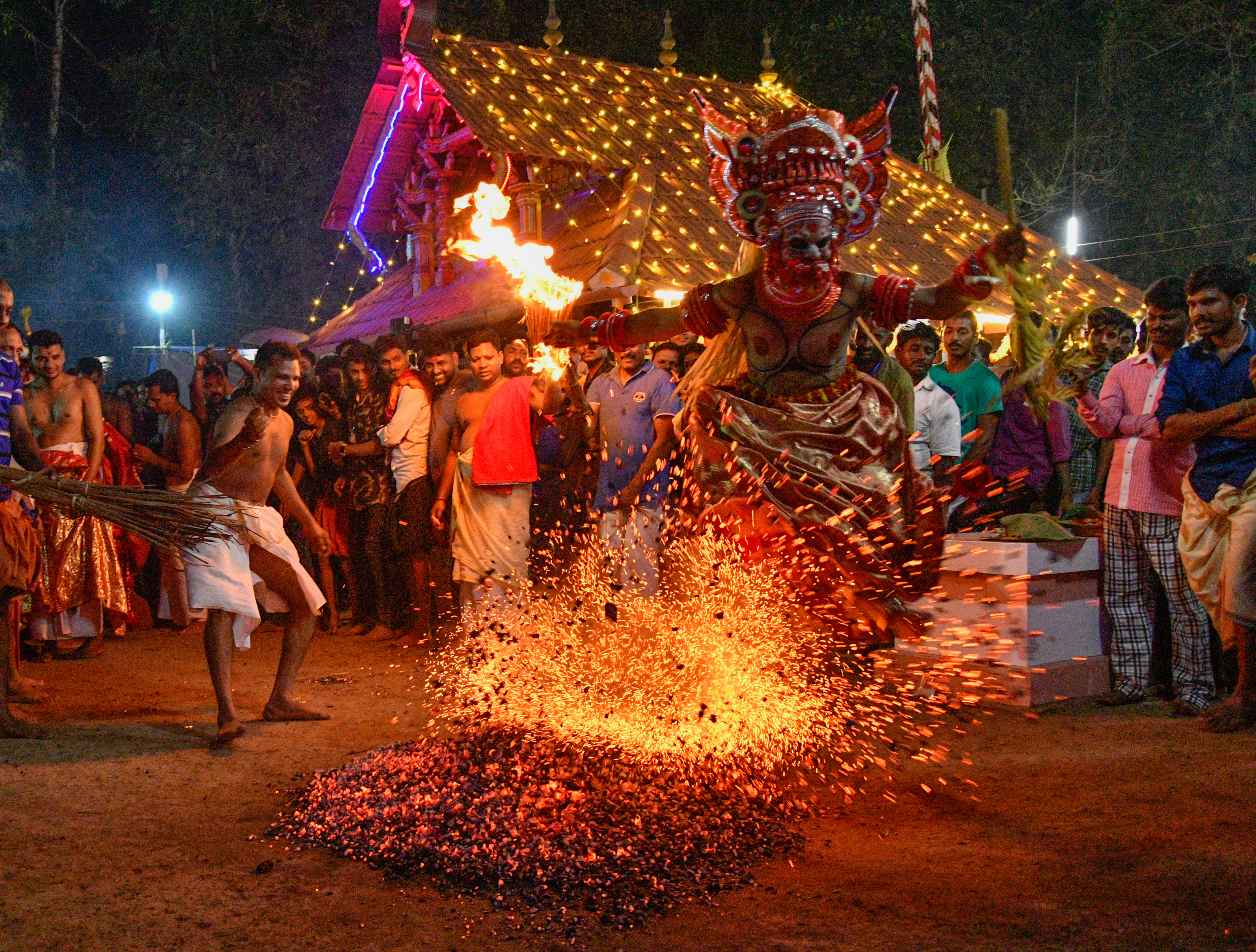

يشير الدين الدرفيدي المبكر إلى طيف واسع من أنظمة الاعتقاد التي وُجدت في جنوب آسيا قبل وصول الهنديين الآريين. ليس بين العلماء إجماع ثابت على الدين الدرفيدي القديم ولكن كثيرًا من العلماء ربطه بالمجتمعات النيوليثية (في العصر الحجري الحديث) في جنوب آسيا التي استوعبت بعد ذلك المجتمع الهندي الآري المهاجر وهو ما قاد إلى تأسيس الأديان الهندية المبكرة والتوليف الحضاري بينها. يقترح بعض العلماء أن الدين الدرفيدي القديم آغامي إما تاريخيًّا وإما في الحاضر، وأرجعه بعض العلماء إلى الفترة بعد الفيدية أو أنه مثل الكتابات التي كُتبت قبل الفيدات ثم جُمعت في النطاق الفيدي. الآغامات هي مجموعة من النصوص المقدسة التاميلية والسنسكريتية تتألف أساسًا من طرائق بناء المعابد وخلق المورتي، وأساليب عبادة الآلهة والعقائد الفلسفية والشعائر التأملية واكتساب الرغبات الستة والأنواع الأربعة من اليوغا. تعتبر عبادة الآلهة الحارسة والفلورا والفاونا المقدسة في الهندوسية بقية من بقايا الدين الدرفيدي قبل الفيدي. التأثير الدرفيدي اللغوي على الدين الفيدي المبكر واضح، وكثير من هذه الخصائص كانت موجودة أصلًا في أقدم لغة هندية آرية معروفة، وهي لغة ريغفيدا (عام 1500 قبل الميلاد تقريبًا)، وفيها أكثر من اثني عشر كلمة من الدرفيدية. يزداد الدليل اللغوي على الأثر الدرفيدي اللغوي باستمرار مع انتقالنا من السامهيتات إلى الأعمال الفيدية المتأخرة والأدب الكلاسيكي بعد الفيدي. يمثل هذا إدماجًا أو توفيقًا ثقافيًّا ودينيًّا بين الدرفيديين القدماء والهنديين الآريين الذين أثروا في الحضارة الهندية. 

## التصنيف
ليس بين العلماء إجماع ثابت بشأن الدين الدرفيدي المبكر. اعتقد بعض العلماء أن الدين الدرفيدي كان نظام اعتقاد خاصًّا بشعوب العصر الحجري الحديث في جنوب آسيا قبل وصول الهنديين الآريين. يعتقد الدكتوب بوب أنه في الفترة قبل التاريخية كان الدين الدرفيدي سلفًا للشايفية والشاكتية. أما جون بي. ماغي فكان رأيه أن الدين الدرفيدي المحلي لم يكن واضحًا قبل عام 1500 قبل الميلاد. يعرف علماء آخرون الدين الدرفيدي بأنه الدين الجزء غير الفيدي من الهندوسية. شمل تعريف هنري أو. تومسون للهندوسية التقاليد الدرفيدية بوصفها واحدًا من أهم عناصرها المؤسسة. وفي رأي سجوبرغ فإن الدين الدرفيدي أثر في الهندوسية تأثيرًا أكبر من نظيره الآري، ويقترح إلمور أن الاعتقاد الدرفيدي بالحياة الآخرة كان عامًّا وهو مناقض لمفهوم التناسخ الذي تطور في مكان ما في شمال الهند بعد الهجرة الهندية الآرية. يقترح غوستاف أوبرت أن الدين الدرفيدي كان متمحورًا حول عبادة الإلهة بوصفها أمًّا وحاميةً للقرى، مع الأخوات السبع اللواتي طوبقن مع الماتريكات. يعلق ويلدر ثيودر إلمور بأن الأديان الدرفيدية الشعبية ليس شكلًا بسيطًا من الأرواحية، بل فيها مفاهيم ميتافيزيقية معقدة. يمكن أن يدل انتشار عبادة آلهة بعض القرى في تاميل نادو على بقايا من التقاليد الدينية السابقة للبراهمية. 
كانت عبادة المبدأ الأنثوي عنصرًا أساسيًّا في الدين الدرفيدي، ومفهوم الشاكتي عنصرٌ أساسيٌّ في هذا الدين [...] ويمكن أن تكون عبادة السابتا ماتريكا، أو الأمهات الإلهيات السبع -وهي جزء أساسي من دين الشاكتا- مستوحاة من الدين الدرفيدي. 

### التوفيق الديني والثقافي المبكر
التأثير الدرفيدي اللغوي على الدين الفيدي المبكر واضح، وكثير من هذه الخصائص كانت موجودة أصلًا في أقدم لغة هندية آرية معروفة، وهي لغة ريغفيدا (عام 1500 قبل الميلاد تقريبًا)، وفيها أكثر من اثني عشر كلمة من الدرفيدية.  يزداد الدليل اللغوي على الأثر الدرفيدي اللغوي باستمرار مع انتقالنا من السامهيتات إلى الأعمال الفيدية المتأخرة والأدب الكلاسيكي بعد الفيدي. يمثل هذا إدماجًا أو توفيقًا ثقافيًّا ودينيًّا بين الدرفيديين القدماء والهنديين الآريين، وقد ازداد ظهور هذا التوفيق مع الوقت في التماثيل المقدسة والتقاليد والفلسفات والفلورا والفاونا، كلّ هذا أثّر في الهندوسية والبوذية والجاينية والسرامانا والتشارفاكا. 
يرى العلماء الغربيون أن الهندوسية الحديثة توليفة بين حضارات وتراثات دينية متعددة. من جذورها: الدين الفيدي التاريخي في عصر الحديد في الهند وهو نفسه «نتاج مركب من الحضارات والثقافات الهندية الآرية والهارابية»، والسرامانا أيضًا أو تقاليد التخلي في شمال شرق الهند، والثقافات الميزوليثية والنيوليثية الهندية، وحضارة وادي السند والتقاليد الدرافيدية أيضًا، إلى جانب التقاليد المحلية والأديان القبلية.